# Bogaczów (powiat zielonogórski)
Bogaczów (niem. Gross Reichenau) – wieś w Polsce, położona w województwie lubuskim, w powiecie zielonogórskim, w gminie Nowogród Bobrzański.
| SIMC    | Nazwa    | Rodzaj     |
| ------- | -------- | ---------- |
| 0912505 | Krzewiny | przysiółek |

## Historia
Już w 1294 roku wieś była wzmiankowana jako Richnowe, a około 1300 Reychnow. Dopiero w 1441 roku źródła donoszą o pierwszych właścicielach dóbr. Większą część wsi w tym czasie posiadała rodzina von Niesemeuschel, a wcześniej dobra znajdowały się w rękach przedstawicieli rodu von Rabenau z Kosierza. Rothenburgowie sprzedali część wsi w 1551 roku Adamowi von Niesemeuschelowi i dzięki temu dobra zostały scalone. W 1560 i 1561 roku po jego śmierci doszło do podziału majątku na dwie części z folwarkiem górnym i dolnym. Za sprawą Philippa von Niesemeuschela w 1702 roku miało miejsce ponowne połączenie majątków. Od połowy XVIII wieku, a więc od zakupu majątku przez rodzinę von Lüttwitz, aż do 1945 roku kilkakrotnie zmieniały się rodziny władające tymi dobrami. Do Hansa Friedricha von Haugwitza i jego syna należały one w XVIII i na początku XIX wieku. Przed 1945 rokiem jako ostatni występuje przedstawiciel rodu von Strachwitz. Bogaczów był w XIX wieku dość dużą wsią, która w 1845 roku liczyła 145 domów i 744 mieszkańców. Pracowały tu wówczas 2 młyny wodne, wiatrak oraz cegielnia.
W latach 1954–1957 wieś należała i była siedzibą władz gromady Bogaczów, po jej zniesieniu w gromadzie Nowogród Bobrzański. W latach 1975–1998 miejscowość administracyjnie należała do województwa zielonogórskiego. Na koniec 2005 roku Bogaczów miał 469 mieszkańców.

## Zabytki
Do wojewódzkiego rejestru zabytków wpisane są:
- kościół filialny pod wezwaniem św. Wawrzyńca[9], gotycki z XIV wieku, pierwsza wzmianka z 1323 roku, murowany z kamienia polnego, w XVII wieku, w 1619 roku. Przynależy do parafii Koźla Kożuchowska. Wewnątrz szereg obrazów barokowych. Na ołtarzu znajduje się obraz Matki Boskiej Nieustającej Pomocy, przywieziony przez przesiedleńców z Kresów Wschodnich z miejscowość Koropiec. Obraz był w swej historii "porwany" przez Turków, a następnie wykupiony przez króla Wiśniowieckiego za tyle srebra ile sam ważył
- zespół dworski, XVII-XIX wieku:
  - Dwór w Bogaczowie, renesansowy z XVI w., piętrowy, murowany z kamienia polnego na planie prostokąta, pokryty dachem mansardowym[10], wejście zdobi portal, ze szczytem (przyczółkiem) z tablicą zawierającą herby von Niesemeuschel i D von Z. (Zeschau)[11][10][12]. Po wojnie własność PGR. W 1989 roku nabyty przez osobę prywatną[13]
  - park (nie istnieje)[14]

inne zabytki:
- Pałac w Bogaczowie renesansowy z XVI wieku, przebudowany w XVII wieku na styl barokowy. Po przebudowie w końcu XIX wieku nadano mu kształt litery U. Po II wojnie światowej należał kolejno do Leśnictwa, PGR, i Technikum Rolniczego. Następnie był siedzibą państwowego domu dziecka. Ze względu na konieczność przeprowadzenia gruntownego remontu w 1984 roku dom dziecka przeniesiono. Po roku 1989 pałac został sprzedany osobom prywatnym
- zabytkowa wozownia
- park, 26-hektarowy z 60 rodzajami drzew, wśród których kilkanaście to pomniki przyrody, znajduje się w pobliżu pałacu.

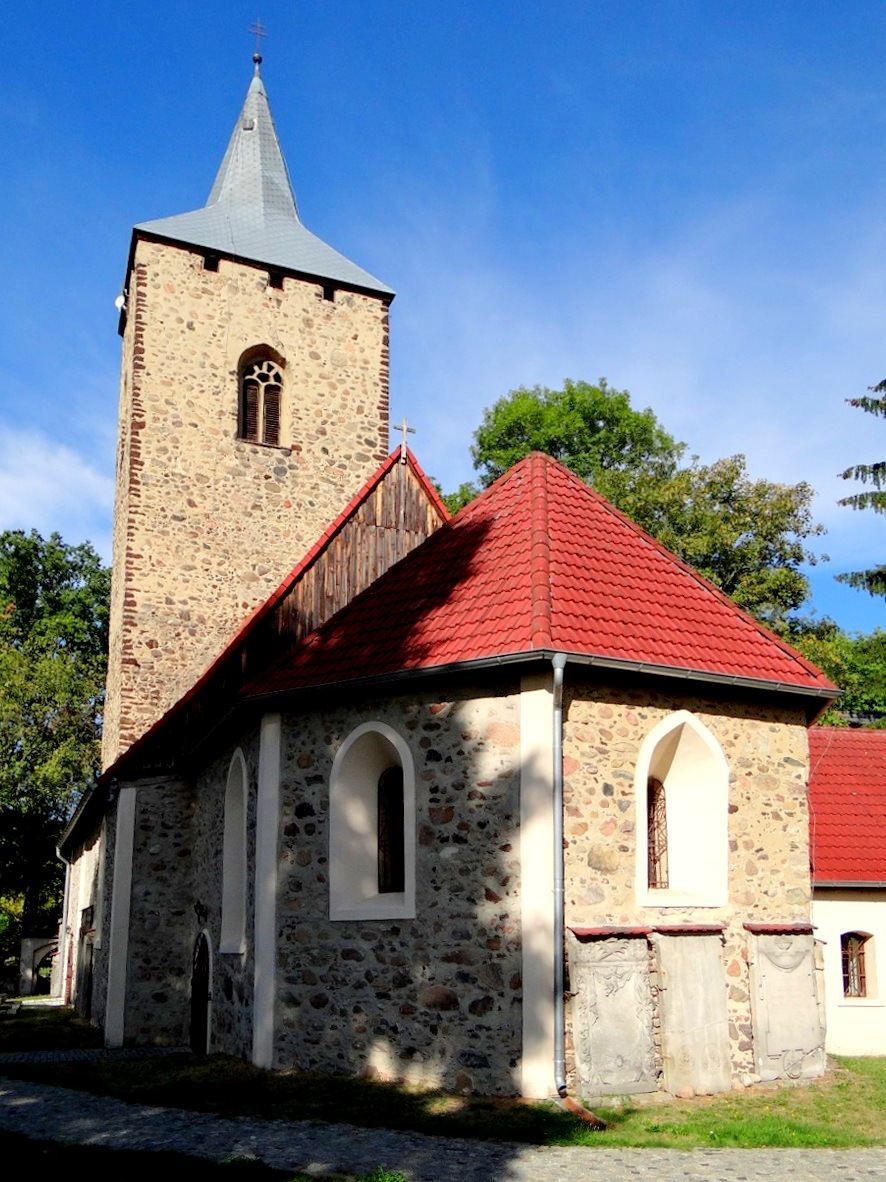
Gotycki kościół św. Wawrzyńca (1323)
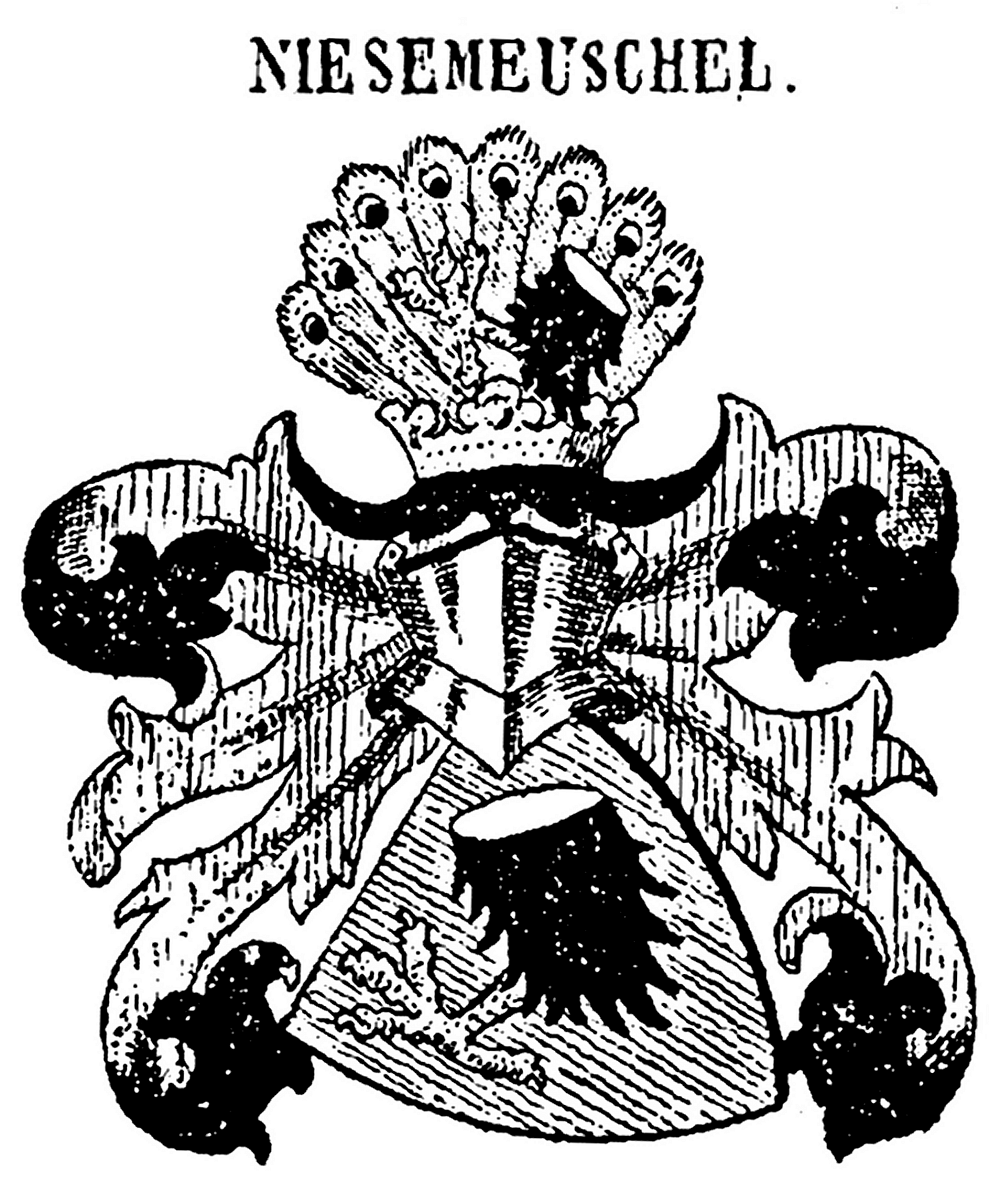
Herb v. Niesemeuschel
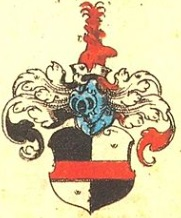
Herb von Zeschau

## Klub sportowy
We wsi działa klub sportowy "Zieloni" Bogaczów (piłkarska klasa B).